# Pollaclasis bifaria
Pollaclasis bifaria là một loài bọ cánh cứng trong họ Đom đóm (Lampyridae). Loài này được Say miêu tả khoa học năm 1835.